# 關節骨

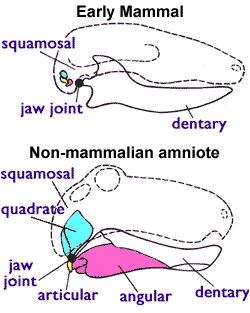
早期哺乳動物和非哺乳動物的下頜對比

關節骨（英語：articular bone）脊椎動物下頜的一部分。大多數脊椎動物都具有該結構，包括大多數有頜魚類、兩棲動物、鳥類和各種爬行動物，以及古代合弓动物。
在大多數脊椎動物中，關節骨與上隅骨和隅骨兩個下頜骨骼相連。從發育上講，它起源於胚胎的下頜軟骨。下頜軟骨的最尾部骨化形成關節骨，而其餘的下頜軟骨要么保持軟骨狀態要么消失 。